# Nell Campbell

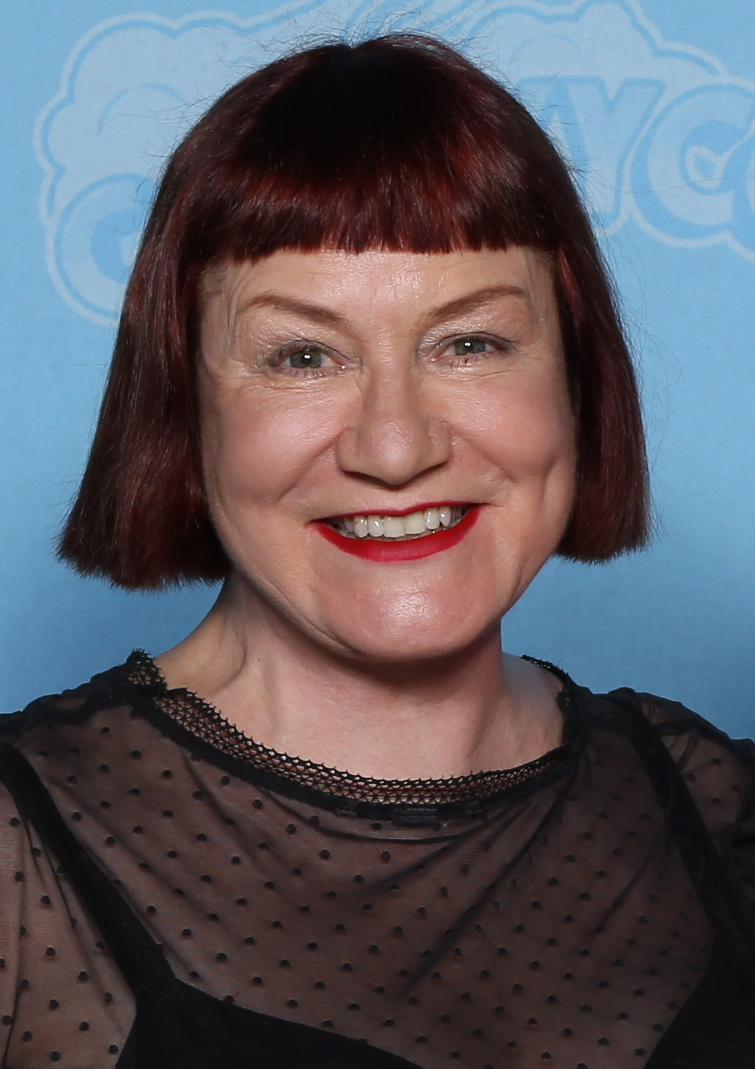
Nell Campbell (2019)

Laura „Little Nell“ Campbell (* 24. Mai 1953 in Sydney) ist eine australische Schauspielerin und Sängerin.
Ihre bekannteste Rolle war die Columbia in The Rocky Horror Picture Show. Später spielte sie unter anderem in Pink Floyd – The Wall und Große Erwartungen mit. Außerdem veröffentlichte sie einige Singles und betrieb den Nachtclub Nell's in New York City.
Campbells Spitzname „Little Nell“ ist dem Fortsetzungsroman The Old Curiosity Shop (deutsch: Der Raritätenladen) von Charles Dickens entnommen.

## Filmografie
- 1974: Barry McKenzie Holds His Own
- 1975: The Rocky Horror Picture Show
- 1975: Lisztomania
- 1976: Alfie, der liebestolle Schürzenjäger (Alfie Darling)
- 1976: Summer of Secrets
- 1976: Sebastiane
- 1977: Journey Among Women
- 1977: Rock Follies of ’77 (Fernsehserie, 6 Folgen)
- 1978: Jubilee
- 1979: Hazell (Fernsehserie, Folge 2x09 Hazell and the Happy Couple)
- 1979: Shoestring (Fernsehserie, Folge 1x06 Nine Tenths of the Law)
- 1981: Funny Man (Fernsehserie, Folge 1x07 Letting Go)
- 1981: Shock Treatment
- 1982: Pink Floyd – The Wall
- 1983: Jim Bergerac ermittelt (Bergerac, Fernsehserie, Folge 2x04 Prime Target)
- 1983: Dead on Time (Kurzfilm)
- 1984: Stanley: Every Home Should Have One
- 1984: The Killing Fields – Schreiendes Land (The Killing Fields)
- 1993: Tracey Takes on New York (Fernsehfilm)
- 1998: Große Erwartungen (Great Expectations)
- 2000: Joe Goulds Geheimnis (Joe Gould’s Secret)
- 2000: Intrigen (The Intern)
- 2010: Rake (Fernsehserie, Folge 1x04 R vs Lorton)

## Veröffentlichte Singles
1975 The Musical World of Little Nell (Aquatic Teenage Sex & Squalor)
- Do the swim
- Stilettos and lipstick
- Dance that cocktail latin way

1978 Fever
- Fever
- See you 'round like a record
- Fever – long version

1980 Beauty Queen: Original Motion Picture Score
- I wanna be a beauty queen
- I wanna be a beauty queen – slow version